# Ius commune
Ius commune, psáno též jus commune, je latinský výraz označující společné právo. Ve středověku tento výraz označoval společný právní rámec celé kontinentální Evropy.

## Ius commune ve středověku
Základem ius commune je římské právo, právo starobylé Římské říše, které po jejím pádu začalo upadat a jeho tradice byla udržována spíše v její východní části, ze které se posléze stal Byzantská říše. Byzantský císař Justinián I. v roce 534 vydal velký zákoník z římského práva vycházející, ve kterém zpracovává mj. díla klasických římských právníků (například Gaius), ale i starší císařské konstituce. Tento zákoník byl později označován jako Corpus Iuris Civilis. Tomuto zákoníku se ovšem ve své době vůbec nedostalo většího dosahu.

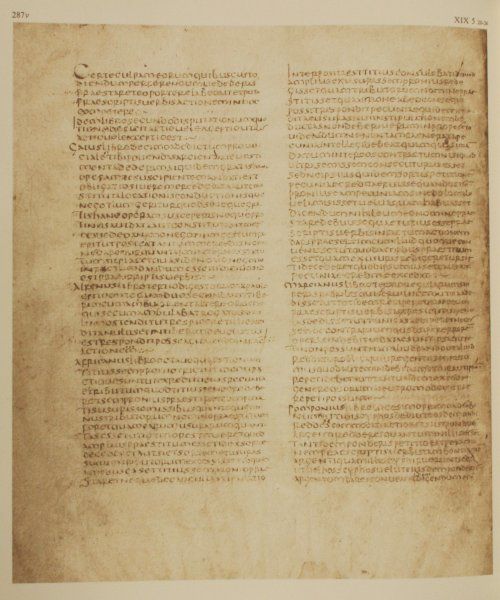
Littera Florentina

Již od 10. století v severoitalských městech začal růst zájem o římské právo. Na přelomu 11. a 12. století začal zájem o římské právo na severu Itálie růst ještě více, podařilo se znovu zkompletovat Corpus Iuris Civilis (mj. i díky objevení vzácného spisu Littera Florentina, který nejspíš pocházel z Amalfi), z této doby jsou nejvýznamnější práce boloňského právníka Irneria. Na Irneria navazuje skupina právníků označovaní jako glosátoři, na které později navázala skupina komentátorů, kteří začali římské právní památky rozebírat a přemýšlet nad jejich praktickou aplikací. Významné dílo z této doby je Glossa ordinaria od Accursia zhruba z roku 1230, která se ve své době stala jedním z hlavních pramenů ius commune. V 13. století již bylo ius commune rozšířeno i mimo sever Itálie a bylo vyučováno na evropských univerzitách. Z idejí ius commune vycházelo právo ve většině evropských států, což vedlo k tomu, že místní zákony z mnoha tehdejších zemí stály vždy na stejných základních pravidlech. Na ius commune se také odkazovalo, když místní soud neměl odpověď na nějaký právní problém (například u Říšského komorního soudu pro Svatou říši římskou bylo pro tyto případy ius commune závazné). V některých případech se také používalo pro mezinárodní případy mezi dvěma státy. Význam ius commune začal klesat v období velkých kodifikací na přelomu 18. a 19. století, i když i kodifikace z této doby (např. ABGB, Code Civil) z mnohých idejí z ius commune vycházejí.

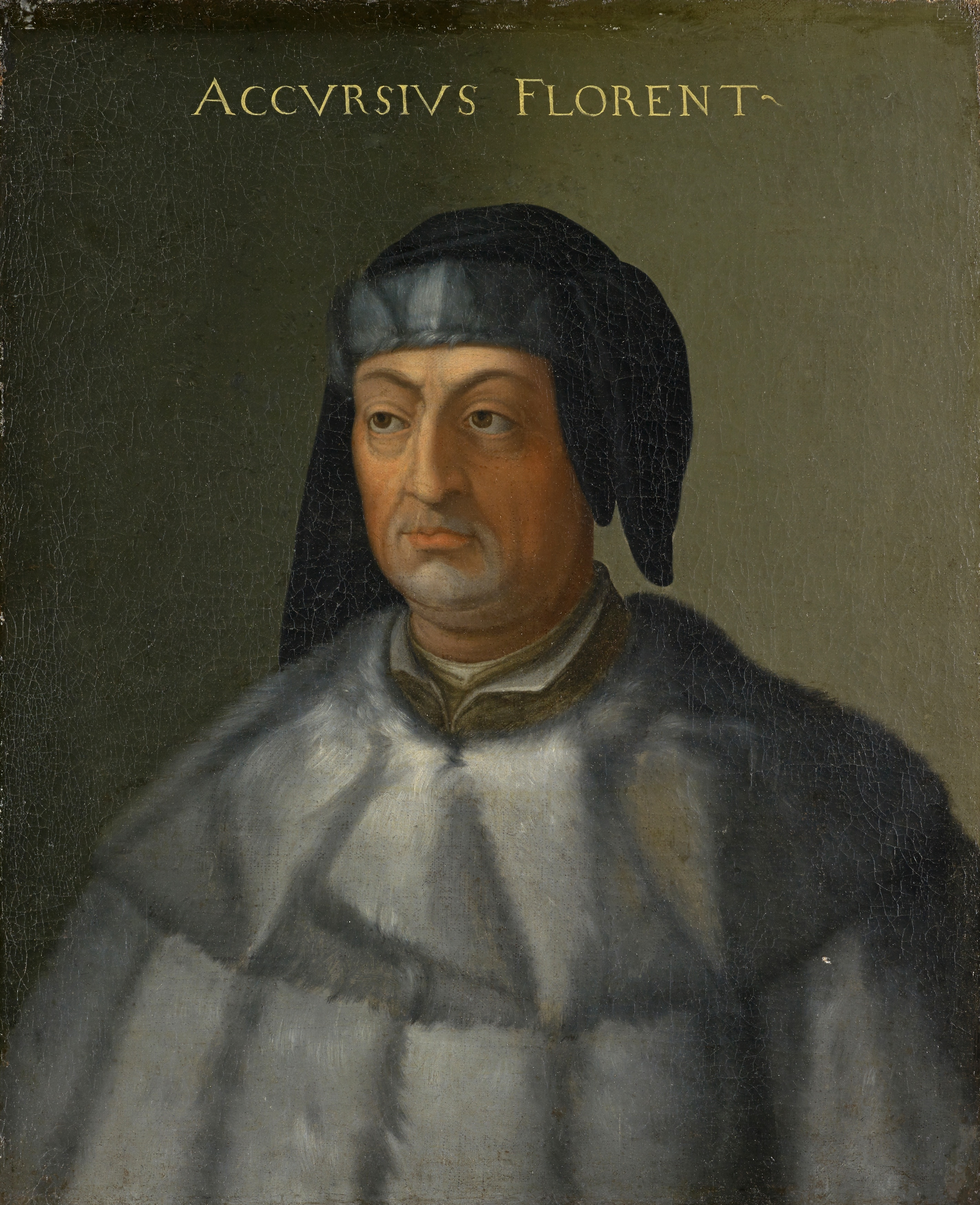
Accursius, autor Glossa Ordinaria

Součástí ius commune bylo také kanonické právo. V rámci kanonického práva je významným dílem Gratianovo Decretum z 12. století. V kanonickém právu poté byly na začátku 16. století všechny prameny kanonického práva sepsány do velkého zákoníku zvaného Corpus Iuris Canonici (který v rámci katolické církve platil až do roku 1917).

## Ius commune v současnosti
V současné Evropě je již ius commune samo o sobě používáno minimálně. V San Marinu a Andoře ovšem dodnes platí, že v případech, kdy státní právo nedopadá na určitý případ, se použije klasické ius commune.